# Denaturacja białka
Denaturacja białka – zmiany w II, III- i IV-rzędowej strukturze białka natywnego (w przeciwieństwie do wysalania, podczas którego białka wytrącają się bez utraty struktury), które prowadzą do utraty aktywności biologicznej lub innej indywidualnej cechy charakterystycznej przy zachowaniu sekwencji aminokwasów.

## Przebieg procesu denaturacji
Podczas denaturacji niszczone są wiązania wodorowe, a w obecności odczynników redukujących zerwaniu ulegają mostki dwusiarczkowe.
Denaturacja białek może być procesem odwracalnym lub nieodwracalnym; np. denaturacja termiczna białek najczęściej jest nieodwracalna (w przeciwieństwie do termicznej denaturacji kwasów nukleinowych). Stosunkowo niewielkie zmiany pH, w zakresach określonych indywidualnie dla danego białka, prowadzą do denaturacji odwracalnej (np. będącej efektem utraty rozpuszczalności w punkcie izoelektrycznym), a po przekroczeniu wartości krytycznych pH denaturacja nabiera charakteru nieodwracalnego. W przypadku denaturacji odwracalnej, po usunięciu czynnika denaturującego białko powraca do aktywnej formy natywnej. Proces ten nosi nazwę renaturacji i został zaobserwowany po raz pierwszy dla rybonukleazy przez Christiana Anfinsena w latach 60. XX w.
Przejście od natywnego, niskoenergetycznego stanu do formy zdenaturowanej związane jest ze wzrostem nieuporządkowania łańcucha, której to przemianie towarzyszy wzrost entropii. Uporządkowanie najbliższych cząsteczek wody wzrasta jednak w wyniku hydratacji grup hydrofobowych łańcuchów bocznych, uwolnionych podczas denaturacji.
Podczas denaturacji zachodzą także zmiany rozpuszczalności i przesunięcie punktu izoelektrycznego. Rozwinięcie łańcucha peptydowego może prowadzić do wzrostu lepkości, a także zmian absorpcji w nadfiolecie. Obserwuje się również często procesy agregacji i wytrącania, co jest związane ze zmianami stopnia hydratacji i rozpuszczalności białek.

## Metody
Najważniejszymi metodami fizycznymi denaturacji są: ogrzewanie, silne mieszanie, wytrząsanie, naświetlanie nadfioletem, promieniowaniem rentgenowskim i jonizującym lub działanie ultradźwiękami.
Denaturacja chemiczna zachodzi pod wpływem związków, które są zdolne do rozerwania wiązań wodorowych, na przykład pod wpływem roztworu mocznika o stężeniu 6–8 mol/dm³ lub chlorku guanidyny o stężeniu 4 mol/dm³, na skutek działania kwasów lub zasad (wartość pH poniżej 3 lub powyżej 9), soli metali ciężkich, a także 1%-owego roztworu laurylosiarczanu sodu.